# Duchowość benedyktyńska

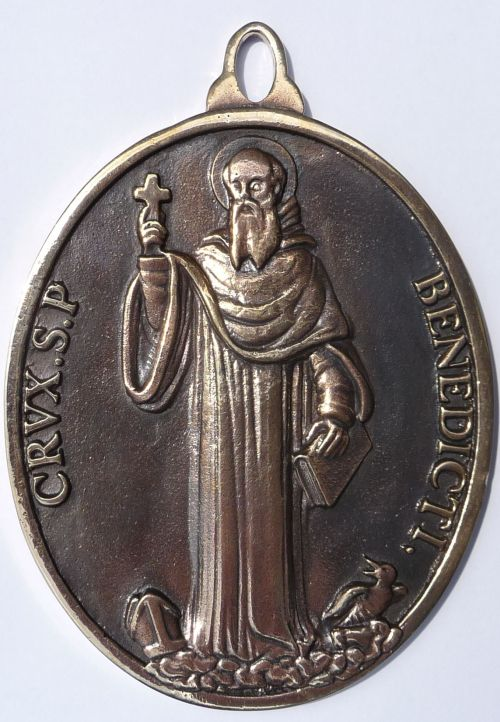
Medalik ze św. Benedyktem

Duchowość benedyktyńska, także benedyktyńska szkoła duchowości – duchowość oparta na regule Benedykta z Nursji powstałej w połowie VI wieku, odegrała znaczną rolę w kształtowaniu się cywilizacji europejskiej.

## Historia
Założycielem benedyktyńskiej szkoły duchowości był św. Benedykt z Nursji, który skupił wokół siebie uczniów, najpierw w okolicach Rzymu, następnie w Subiaco, a od 529 roku na Monte Cassino. Na Monte Cassino Benedykt miał ułożyć regułę monastyczną dla swojej wspólnoty, która stała się podstawowym zbiorem norm życia duchowego dla zakonów wywodzących się z pierwotnego ruchu benedyktyńskiego, także żeńskich. Żeński klasztor na Monte Cassino założyła siostra bliźniaczka Benedykta św. Scholastyka. Benedykt zmarł w 543 albo 547 roku, Scholastyka w 542 lub 543 roku.
Rodzina benedyktyńska dała Kościołowi około 5 i pół tysiąca świętych i błogosławionych. Z zakonu benedyktyńskiego i pochodnych pochodziło 23 papieży. Zakonnicy żyjący na regule benedyktyńskiej odegrali wpływ na rozwój doktryny kościelnej oraz cywilizacji europejskiej, schrystianizowali ogromną część kontynentu europejskiego. Przyczynili się też do rozwoju Europy w sensie gospodarczym, ucząc ludy, wśród których zakładali swoje klasztory, rolnictwa, leśnictwa i hodowli. Sieć opactw wpłynęła na rozwój w sensie administracyjnym i sądowniczym. Zakonnicy niejako wciągali w obszar oddziaływania kościelnego ogromne obszary kontynentu.
Pierwsi benedyktyni trafili na ziemie polskie już w czasach Bolesława Chrobrego. Męczennicy z Międzyrzecza z 1003 roku byli benedyktynami. Są więc benedyktyni niejako u zarania dziejów chrześcijaństwa w Polsce. W 1075 roku powstało opactwo tynieckie pod Krakowem. Kolejnymi były: Kraków, Łęczyca, Gniezno, Wrocław, Kruszwica i Święty Krzyż. Pierwsze żeńskie domy na ziemiach polskich to: Staniątki, Chełmno i Sandomierz.

## Filary duchowości
Duchowość benedyktyńska bazuje na Objawieniu. Dla duchowości benedyktyńskiej istotnym jest doświadczanie obecności Boga, które obecne ma być w myśleniu i działaniu. Z doświadczenia Boga wynika szacunek dla tajemnicy życia drugiego człowieka. W szkole służby Pańskiej na sposób ewangeliczny spotyka się Jezusa w drugim człowieku, zwłaszcza chorym i przybyszu. Bliźni jest sakramentem Bożej obecności. Całe życie człowiek jest uczniem, a więc ma w pokorze słuchać. Ze słuchania rodzi się wiara. Kolejne ważne elementy duchowości benedyktyńskiej, to: posłuszeństwo, roztropność, umiarkowanie, modlitwa, praca. Pierwotnie w regule była mowa o „czytaniu i pracy” (łac. lectio et labor). Popularne ora et labora, mające służyć integracji człowieka, uwypuklone zostało w IX wieku. Dzięki benedyktynom praca przestała być zajęciem niewolnika, stała się chrześcijańską drogą do uświęcenia w życiu doczesnym.
Istotnym elementem w drodze benedyktyńskiej jest chrystocentryzm. W życiu chodzi o zjednoczenie się z Chrystusem, również w cierpieniu. Rys kontemplacyjno-eschatologiczny odzwierciedla się w zakładaniu domów na górach i pielęgnowaniu piękna liturgii, szczególnie Liturgii godzin. Cechą charakterystyczną duchowości benedyktyńskiej jest również pilnowanie porządku i zachowanie umiaru we wszystkim.

## Przedstawiciele
Jako przedstawiciele benedyktyńskiej szkoły duchowości wymieniani są m.in: św. Bernard z Clairvaux, García Jiménez de Cisneros, Ludwik Barbo, Prosper Guéranger, bł. Kolumba Marmion, Dominikus Schramm, Savinien Louismet, Jean-Baptiste Chautard, Anselm Stolz, Anselm Grün. Na niwie teologicznej aktywne tez były mniszki: Hildegarda z Bingen, Mechtylda z Hackeborn, Gertruda z Helfty. W XVII wieku ksieni Magdalena Mortęska z klasztoru w Chełmnie zgromadziła bibliotekę dzieł duchowych i wydała rozmyślania o Męce Pańskiej.

## Duchowość benedyktyńska w filmie
W 2005 roku powstał film dokumentalny Wielka cisza o mnichach benedyktyńskich z Grande Chartreuse. W 2010 roku nastąpiła światowa premiera filmu Ludzie Boga o trapistach z klasztoru Tibhirine w Algierii zamordowanych w 1996 roku.